# Alok Vaid-Menon
Alok Vaid-Menon (1 de julho de 1991) é uma personalidade da mídia estadunidense, escritora e artista performista que atua sob o apelido de ALOK. Alok é uma pessoa transfeminina não-conforme em gênero e usa pronomes they singular.
Como artista de mídia mista, Alok usa poesia, comédia, performance, drag, palestra, arte sonora, design de moda, autorretrato e mídia social para explorar temas de gênero, raça, trauma, pertencimento e a condição humana. Seu talento artístico responde à violência contra pessoas trans e que não conformes de gênero, clamando pela liberdade perante normas de gênero restritivas. Alok defende a diversidade corporal, a neutralidade de gênero e a autodeterminação. Alok apresentou trabalhos criativos em mais de 40 países.

## Infância e educação
Vaid-Menon cresceu em College Station, Texas como descendente de imigrantes Malaialas e Punjabi da Malásia e Índia. Ao crescer, Alok se intimou por sua raça e expressão de gênero. Alok sentiu que era incapaz de assumir seus próprios termos porque, como uma pessoa visivelmente não conforme de gênero, não saberia que era diferente até que lhe puniram por isso e disseram quem eram. Alok desenvolveu sua prática artística em uma idade jovem em resposta a esse assédio. “Fazer arte me deu permissão para viver. Eu precisava de um lugar para colocar a dor". Alok começou a usar a poesia e o estilo para interromper as suposições de outras pessoas, desafiar a vergonha e se declarar em seus próprios termos. Por não ser capaz de se expressar visualmente por medo da segurança, Alok começou a compartilhar sua arte online e recebeu respostas de apoio.
Em 2019, Alok voltou a College Station para hospedar uma celebração do orgulho com a comunidade LGBTQ local em homenagem ao 50º aniversário de Stonewall.
Depois de deixar o Texas, Alok frequentou a Universidade de Stanford, onde se formou com bacharelado em estudos feministas, de gênero e sexualidade e estudos comparativos em raça e etnia, bem como um mestrado em sociologia em 2013.

## Carreira

### Atuação
O estilo de atuação de Alok é conhecido por seu fluxo de consciência, paisagens sonoras, comédia política e alcance emocional. Observa-se que seu estilo, assim como sua identidade, está em constante fluxo e recusa categorizações fáceis, acreditando que a performance é um dos únicos espaços onde as pessoas podem realmente ser reais. Desse modo, para Alok, performance é fazer mundo onde o público pode se relacionar com "um compromisso com a vulnerabilidade, o jogo, a interdependência e a magia". Para Alok, o poder da performance é precisamente que ela é efêmera e nunca mais pode ser feita da mesma maneira. Alok também usa a performance como um modo de pedagogia para ensinar teorias e histórias que foram submersas.
Existem vários temas que reaparecem no trabalho de Alok. Desvenda-se a dinâmica da transmisoginia, refletindo sobre o ataque contínuo às pessoas trans e não conformes de gênero e muda a representação das pessoas do TGNC. Em 2017, Alok lançou seu livro inaugural de poesia, Femme in Public, uma meditação sobre o assédio contra as pessoas transfemininas. Eles visitaram um show associado ao livro em todo o mundo, em parceria com artistas e organizações trans locais, para defender a justiça trans. Em Vice, Alok escreve: "a maioria das pessoas ainda acredita que trans é o que parecemos, e não quem somos. Somos reduzidos ao espetáculo de nossa aparência”. Alok defende que as pessoas transfeminadas sejam consideradas em sua personalidade plena: "Há uma longa história de corpos transfemininos sendo reduzidos a metáforas, a símbolos... e vistos como substitutos de ideias, fantasias e pesadelos". Alok chama a atenção para o fato de que, embora as pessoas não-conformes de gênero sejam as mais visíveis em público, elas continuam sendo as mais negligenciadas pelo movimento LGBT convencional.
Alok se empenha em desafiar o que chama de "a crise internacional de solidão", criando espaços públicos para processar a dor e estabelecer uma conexão significativa. Este trabalho inclui repensar e implantar a tecnologia como um canal para a intimidade. Em 2019, Alok concluiu um programa de residência artística no The Invisible Dog Art Center, onde executou uma peça intitulada "Strangers are Potential Friends" e organizou um "Valentine's Cry-In" para criar um espaço de luto público e explorar alternativas formas de intimidade e interdependência. Alok facilita "Workshops de Sentimentos" em todo o mundo para desenvolver maneiras transformadoras de interagir com nós mesmos, uns com os outros e como uma forma de promover justiça emocional e bem-estar.
Alok desafia o racionalismo ocidental e uma ênfase em categorias redutivas e, em vez disso, insiste na complexidade e enormidade de tudo e de todos. Alok busca criar um trabalho e maneiras de se relacionar menos com compreenderem e mais com sentirem, acreditando que a arte é um dos lugares em que podemos nos aproximar mais da verdade. Em uma entrevista ao Chicago Tribune, Alok escreve: "O problema com uma categoria é que você reduz a uma palavra algo tão celestial quanto um ser humano. As palavras apenas aproximam a verdade, e a arte é para onde vamos quando realmente queremos a verdade". Em “Trans Self-Imaging Praxis, Decolonizing Photography e the Work of Alok Vaid-Menon”, Ace Lehner explica que há muito no mundo não binário da arte do que aquilo que os olhos veem. “Como identidade e analítica, trans oferece um desafio irresistível ao discurso fotográfico” (página 1). A artista Alok Vaid-Menon apresentou muitas pessoas trans em seus trabalhos artísticos; Vaid-Menon explica que pode ser difícil exemplificar o gênero por meio de uma obra de arte, no entanto, tendo feito o máximo para superar esse obstáculo e isso pode ser visto em seus trabalhos. No entanto, Vaid-Menon não apenas retrata seu trabalho através da fotografia, mas também escreve, desenha uma linha de roupas e cria vídeos explicando e encorajando outras pessoas. Vaid-Menon também foi destaque em: ““A beleza sempre se reconhece”: uma mesa redonda sobre pecados inválidos”, de Patricia Berne, Jamal T. Lewis et al. Neste artigo de jornal, cada artista reflete sobre a beleza, a injustiça, a discriminação e como isso impactou sua obra de arte. Vaid-Menon menciona que, “Como uma pessoa transfeminina não-conforme de gênero, muitas vezes me dizem que sou feia ...” (página 242). Desde então, Alok optou por desafiar seu trabalho artístico para mostrar esses problemas, no entanto, para dar um passo à frente e fazer isso, é preciso haver suporte, mesmo na comunidade LGBTQ+.
Vaid-Menon afirma que a beleza pode ser um arranjo cruel de regras que deve ser seguido. Em "Fashion's Genderless Future", Vaid-Menon examina o que precisa ser feito para normalizar o respeito pela moda não-binária e LGBTQ + e "degender a comunidade da moda" (Menon, M.10: 00 min), tornando a neutralidade de gênero na moda sobre a criação de possibilidades e nem tudo sobre gênero. Valid-Menon também escreveu um livro sobre as razões pelas quais as pessoas deveriam ver o gênero como algo mais do que o tradicional preto e branco. Em “Além do Binário de Gênero”, afirma: “O binário de gênero é a crença cultural de que existem apenas dois gêneros distintos e opostos: homem e mulher. Essa crença é sustentada por um sistema de poder que existe para criar conflito e divisão, não para celebrar a criatividade e a diversidade” (página 1). Vaid-Menon enfoca e aponta as muitas falhas que estão consistentemente nos pensamentos das pessoas ao redor do mundo. Seu principal objetivo é transformar e desafiar a pessoa a ver além dos gêneros masculino e feminino.

### Designde moda

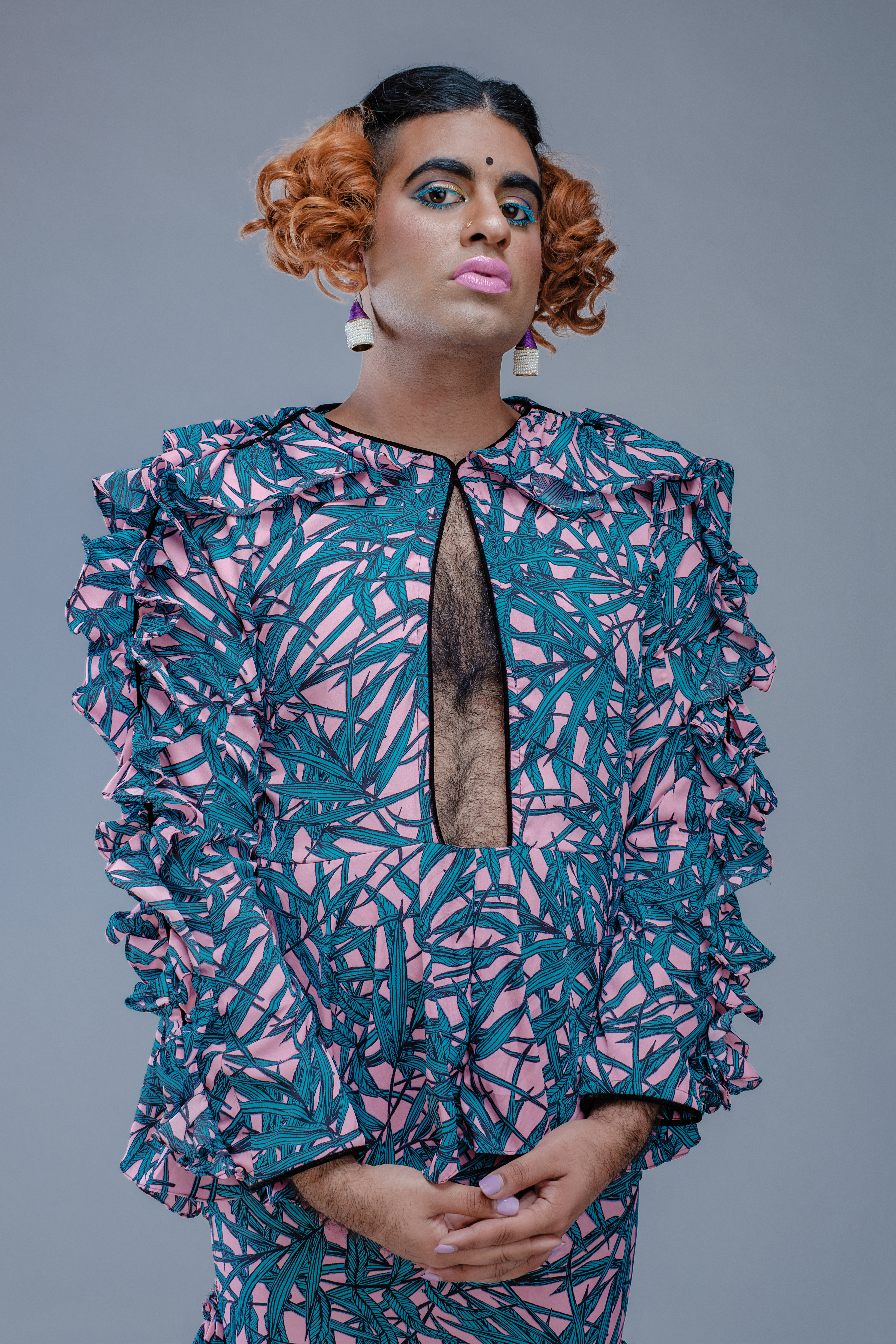
Coleção de moda Alok 2018

Alok desenhou três coleções de moda com gênero neutro, que são conhecidas por suas cores alegres e celebração de saias e vestidos como neutros em termos de gênero. O design de moda tornou-se uma "materialização da vida que vivia", uma forma de encapsular o que estavam escrevendo e pensando. Seus designs foram inicialmente inspirados em imaginar o que usaria se não tivesse que temer a violência. Em seus últimos trabalhos, usa a moda para questionar que tipo de estética é vista como natural e qual é vista como artificial.
Em uma entrevista de 2019 para a Business of Fashion, Vaid-Menon defendeu a degeneração completa das indústrias de moda e beleza.

### Modelagem
Alok caminhou por várias marcas de moda para a New York Fashion Week, incluindo a Cerimônia de Abertura, Studio 189, e Chromat. Alok modelou para várias marcas, incluindo Opening Ceremony, Harry's e Polaroid Eyewear. Apareceu em revistas de moda e editoriais, incluindo VOGUE, Vogue Italia, BUST Magazine, Wussy Magazine e Paper Magazine.

## Publicações
- Femme in Public (2017)[37]
- "Entertainment Value" in Unwatchable (Rutgers University Press, 2019)[38]
- Além do binário de gênero (2020)[39]

## Apresentações ao vivo selecionadas
- 2014: Festival Internacional de Artes Queer de Nova York
- 2015: Lincoln Center La Casita Festival
- 2015, 2016: Festival de Teatro Público Sob o Radar
- 2017: Festival Centrale Fies Drodesera
- 2017: Naked Heart Festival Toronto
- 2018: Keynote Performance - Transgender Europe Conference, Antuérpia
- 2018: Apresentação de abertura - Festival de separação de gênero em Austin
- 2019: Falado Fest Mumbai
- 2019: Desempenho principal - Conferência OUTShine EGALE Fredericton, New Brunswick

## Aparições na TV e no cinema
- Refinaria 29 "Love Me" (2016)
- "The Trans List" (HBO, 2016)
- "Random Acts of Flyness" (HBO, 2018)[40]
- "Gender Diversity & Identity In Queertopia" (Documentário nacional holandês de backlight, 2019)
- "What I Wish You Knew: Mental Health Roundtable" (Netflix, 2020)
- Um pouco tarde com Lilly Singh (NBC, Temporada 2, Episódio 16, 2021)[41]

## Prêmios e reconhecimento
- Prêmio Live Works Performance Act (2017)[42]
- Vogue: 9 escritores trans + não conformes de gênero que você deve conhecer (2018)[43]
- LogoTV Pride 30 (2018)[44]
- NBC Pride 50 ao lado de James Baldwin e Audre Lorde (2019)[45]
- OUT Magazine 100 (2019)[46]